# Västerbottens Folkblad
El Västerbottens Folkblad és un diari suec, de tendència socialdemòcrata i escrit en suec fundat el 1917. Es publica a la ciutat d'Umeå (Västerbotten), al nord del país. Cobreix informació regional de Västerbotten.